# Limite
Limite és una pel·lícula muda brasilera del director i escriptor Mário Peixoto, filmada en 1930 i projectada per primera vegada en 1931.
Citada per alguns com la més gran de totes les pel·lícules brasileres, aquesta pel·lícula de 120 minuts, muda i experimental del novel·lista i poeta Peixoto, que mai va completar una altra pel·lícula, va ser vista per Orson Welles i va guanyar l'admiració de molts, inclosos Serguei Eisenstein, Georges Sadoul i Walter Salles. En 2015, va ser votada com la número 1 en la llista de les 100 millors pel·lícules brasileres de Abraccine. Es considera una pel·lícula de culte. La seva inusual estructura ha mantingut a la pel·lícula al marge de la historia cinematogràfica, on se l'ha conegut principalment com una pel·lícula de culte provocativa i llegendària.

## Argument
La pel·lícula presenta a tres personatges en un pot de rems, a la deriva. Són dues dones i un home que es perden al mar. Els seus passats es transmeten en flashbacks al llarg de la pel·lícula, clarament denotats per la música. Una dona ha escapat de la presó; un altre ha deixat un matrimoni opressiu i infeliç; i l'home està enamorat de l'esposa d'una altra persona.

## Repartiment
- Olga Breno com la dona núm. 1;
- Taciana Rei com la dona núm. 2;
- Raul Schnoor com l'home núm. 1;
- Brutus Pedreira com l'home núm. 2;
- Carmen Santos com la dona menjant una fruita;
- Mário Peixoto com l'home assegut al cementiri;
- Edgar Brasil com l'home adormit al teatre;
- Iolanda Bernardes com la dona amb la màquina de cosir.

## Producció
A l'agost de 1929, Peixoto es trobava en París, en un recés d'estiu dels seus estudis en Anglaterra, quan va veure una fotografia de André Kertész en la portada de la revista Vu. La imatge de dues mans masculines emmanillades al voltant del coll d'una dona que mirava a la cambra es va convertir en la imatge «generativa» o «origen» de Limite. Peixoto volia interpretar ell mateix al protagonista masculí, i va presentar la pel·lícula als directors brasilers Humberto Mauro i Adhemar Gonzaga, els qui van dir que la idea de Peixoto era massa personal per ser interpretat per ningú més. Peixoto va decidir continuar i va pagar la producció amb fons familiars. Va filmar en 1930 a la costa de Mangaratiba, un poble a uns 80 quilòmetres de Rio de Janeiro, i on el seu cosí era amo d'una granja. Estilísticament, Limite segueix a diversos grans directors de la dècada de 1920: en el seu article sobre la pel·lícula, el crític Fábio Andrade assenyala la influència de D. W. Griffith, el muntatge soviètic, les obres expressionistes alemanyes de F. W. Murnau i Robert Wiene, els curts surrealistes francesos de Germaine Dulac i Man Ray, Robert J. Flaherty, Carl Theodor Dreyer i, especialment, Jean Epstein, tots ells visibles en les obres cinematogràfiques d’Edgar Brasil, d'origen alemany. Una escena té lloc en la projecció de The Adventurer de Charlie Chaplin, la qual cosa suggereix una altra influència important en la pel·lícula de Peixoto.

## Recepció
Limite va tenir tres projeccions públiques a Rio de Janeiro entre maig de 1931 i gener de 1932, i va rebre poc secundo públic o aclamació de la crítica. La seva reputació es va anar construint lentament: Vinicius de Moraes, qui més tard es va convertir en un destacat poeta i lletrista brasiler, va mostrar la pel·lícula a Orson Welles quan va visitar el Brasil en 1942 per a filmar parts de It's All True. Altres projeccions van tenir lloc en societats cinematogràfiques privades, juntament amb obres de Serguei Eisenstein i Vsèvolod Pudovkin, durant la dècada de 1940 i principis de la de 1950.
Peixoto va morir en 1992, als 83 anys, deixant una gran quantitat d'obra literària, guions i escenaris sense produir, i un fragment d'un segon llargmetratge planejat, Onde a terra acaba, que mai es va completar i es va perdre en un incendi. No obstant això, Peixoto va continuar promocionant Limite al llarg de la seva vida. En 1965, va publicar un article sobre la seva pel·lícula, aparentment escrit per Eisenstein, elogiant el seu «dolor lluminós, que es desplega com a ritme, coordinat amb imatges de rara precisió i enginy». Peixoto no va donar detalls sobre la procedència de l'article, que mancava de fonts primàries, afirmant primer que va aparèixer en Tatler i després en una revista alemanya no identificada per, finalment, admetre que ell mateix havia escrit el text.

## Estat de conservació
En 1959, l'única impressió de nitrat de Limite s'havia deteriorat a causa de les males condicions d'emmagatzematge i ja no es podia projectar, una situació que va contribuir al seu estatus gairebé mític en la història del cinema brasiler. Va estar guardada en la Faculdade Nacional de Filosofia (FNF) fins a 1966 quan la policia de la dictadura militar va confiscar la cinta, juntament amb obres de Eisenstein, Pudovkin i altres directors soviètics. Un exalumne de la FNF, Pereira de Mello, va aconseguir recuperar la impressió, aquest mateix any; el procés de restauració es va iniciar amb reproduccions fotogràfiques de cada fotograma, en base de la versió més recent, realitzada amb l'assistència dels Arxius Mário Peixoto i Cinemateca Brasileira, que es va estrenar a Brooklyn, Nova York, el 17 de novembre de 2010, encara que amb el que manca d'una escena crucial. En 2017, Criterion Collection va emetre Limite en DVD i Blu-Ray, com una de les seleccions de Martin Scorsese per al seu World Cinema Project. També apareix entre les obres seleccionades del llibre 1001 Movies You Must See Before You Die.